# Phenoxyessigsäure
Phenoxyessigsäure ist eine honigartig riechende organische Verbindung. Sie bildet farblose nadelförmige Kristalle, die in Wasser schwer, in Eisessig, Alkohol und Ether leicht löslich sind. Die Substanz ist eine mittelstarke Säure (pKs = 3,17) und wirkt stark antiseptisch.

## Darstellung
Phenoxyessigsäure kann aus der Umsetzung von Phenol und Chloressigsäure mit Natronlauge erhalten werden. Die Natronlauge deprotoniert hierbei die Hydroxygruppe des Phenols. Das entstandene Phenolat greift nun nukleophil am β-Kohlenstoffatom der Chloressigsäure unter Abspaltung eines Chloridions an.